# Opsarius cocsa
Opsarius cocsa är en fiskart som först beskrevs av Hamilton 1822.  Opsarius cocsa ingår i släktet Opsarius och familjen karpfiskar. IUCN kategoriserar arten globalt som otillräckligt studerad. Inga underarter finns listade i Catalogue of Life.